# 兰棱街道
兰棱街道，是中华人民共和国黑龙江省哈尔滨市双城区下辖的一个街道办事处，位于双城区西南部。
2015年3月撤销兰棱镇，设立兰棱街道。

## 行政区划
兰棱街道下辖以下地区：
第一社区、兰棱村、许家村、广益村、石家村、永发村、胜阳村、胜林村、兴发村、胜友村、治新村、立志村、新化村和靠山村。

## 交通
京哈铁路：兰棱站